# Stefania Mecchia
Stefania Mecchia, conosciuta anche come Stefania Bettoja (Roma, 20 ottobre 1955) è una conduttrice televisiva italiana.

## Biografia
Inizia la sua carriera nel 1974 come annunciatrice alla GBR.
Grazie al successo di programmi per ragazzi come Scoprimondo, viene notata da Gianni Boncompagni, che le propone il primo contratto con la Rai per la conduzione di Azzurro, cicale e ventagli, trasmissione che sostituì Domenica In nei mesi estivi.
Per tutti gli anni ottanta e primi anni novanta presenta diversi programmi Rai; e Popcorn su Canale 5.
Nel 1986 raggiunge maggiore notorietà con la conduzione di Tandem, insieme a Fabrizio Frizzi, grazie alla quale vince il Microfono d’argento come miglior presentatrice di programmi per ragazzi. Nel 1992, al termine del programma Un giorno di festa con Bruno Modugno, decide di ritirarsi dalla televisione.
Oltre alla carriera televisiva, ha presentato diverse manifestazioni sportive. Dal 1980 al 1993 è stata la presentatrice dello T.T.T.: gli storici tornei di tennis organizzati da Ugo Tognazzi, dove i personaggi del mondo dello spettacolo si sfidavano per vincere lo Scolapasta d’oro. Dopo il ritiro dalle scene ha continuato a presentare manifestazioni in memoria di Tognazzi, mentre nel 2014 ha presentato l'O'Pen Bic Team Race EuroCup -Trofeo Mastroianni in ricordo di Marcello Mastroianni e Ruggero Mastroianni.
Nel 2022 presenta "100% Ugo", festival con rassegne cinematografiche e tornei di padel con tanti nomi del mondo dello spettacolo, per il centenario di Ugo Tognazzi .

## Vita privata
Durante i primi anni di lavoro alla GBR conosce Valerio Bettoja, fratello dell’attrice Franca Bettoja, che sposa nel 1980 e dal quale avrà due figli.

## Televisione
- Azzurro, cicale e ventagli (Rete 1, 1978)
- Paese che vai… gente che trovi (Rete 1, 1979)
- Blob – Mostra del Cinema di Venezia (Rete 3, 1980)
- Discoring (Rete 1, 1981)
- Popcorn (Canale 5, 1981–1982)
- Sport in concerto (Rete 2, 1982)
- L'Orecchiocchio (Rai 3, 1983–1985)
- Tandem (Rai 2, 1986–1987)
- Le storie della bussola (Rai 3, 1987)
- Aspettando Capodanno (Rai 3, 1987)
- Chi tiriamo in ballo? (Rai 2, 1987–1988)
- Giorno di festa (Rai 2, 1991–1992)